# 小松原町 (豊橋市)
小松原町（こまつばらちょう）は、愛知県豊橋市の地名。

## 地理
豊橋市南部に位置する。東は小島町、西は寺沢町、南は遠州灘に接する。

### 河川
- 豊川用水東部幹線

### 字一覧
- 荒蒔（あらまき）[WEB 5]
- 今西（いまにし）[WEB 5]
- 伊良三造（いらみき）[WEB 5]
- 落合（おちあい）[WEB 5]
- 柄沢谷（からさわや）[WEB 5]
- 北狭間（きたはざま）[WEB 5]
- 北場（きたば）[WEB 5]
- 五本松（ごほんまつ）[WEB 5]
- 下出口（しもでぐち）[WEB 5]
- 坪尻（つぼじり）[WEB 5]
- 天目山（てんもくやま）[WEB 5]
- 出口（でぐち）[WEB 5]
- 中島（なかじま）[WEB 5]
- 中峠（なかとうげ）[WEB 5]
- 中ノ谷（なかのや）[WEB 5]
- 西川（にしかわ）[WEB 5]
- 西原（にしばら）[WEB 5]
- 浜（はま）[WEB 5]
- 東島（ひがしじま）[WEB 5]
- 東ノ谷（ひがしのや）[WEB 5]
- 東原（ひがしばら）[WEB 5]
- 南（みなみ）[WEB 5]

## 歴史
渥美郡小松原村を前身とする。

### 町名の由来
当地にある東観音寺の山号「小松原山」、または同寺の別名「小松原寺」による。

### 人口の変遷
国勢調査による人口および世帯数の推移。
| 1995年（平成7年）  | 66世帯 377人 |  |
| 2000年（平成12年） | 73世帯 393人 |  |
| 2005年（平成17年） | 76世帯 397人 |  |
| 2010年（平成22年） | 79世帯 395人 |  |
| 2015年（平成27年） | 77世帯 361人 |  |

### 沿革
- 1878年（明治11年） - 小松原村が合併により五並村の一部となる[2]。
- 1884年（明治17年） - 五並村の一部より、小松原村として分立[2]。
- 1889年（明治22年）10月1日 - 町村制施行・合併に伴い、渥美郡小沢村大字小松原となる[2]。
- 1906年（明治39年）7月1日 - 合併に伴い、二川町大字小松原となる[2]。
- 1955年（昭和30年）3月1日 - 豊橋市へ編入し、同市小松原町となる[2]。
- 1962年（昭和37年）8月1日 - 一部が豊栄町・富士見町・寺沢町となる[2][3]。

## 交通
- 国道23号（名豊道路豊橋東バイパス）
  - 小松原IC
- 国道42号（表浜街道）
- 愛知県道404号小松原二川停車場線
- 愛知県道405号小松原小池線[1]

## 施設
- 豊橋市南部農協小沢支所[1]
- 小松原駐在所[1]
- 臨済宗妙心寺派東観音寺[1]
- 正法寺[1]
- 進雄社[1]

### WEB
1. ↑  “愛知県豊橋市の町丁・字一覧”.   人口統計ラボ. 2023年4月13日閲覧。
2. ↑  総務省統計局 (2017年1月27日). “平成27年国勢調査の調査結果(e-Stat) - 男女別人口及び世帯数 －町丁・字等” (CSV). 2021年7月21日閲覧。
3. ↑  “愛知県豊橋市の郵便番号一覧”.   日本郵便. 2023年4月13日閲覧。
4. ↑  “市外局番の一覧” (PDF).   総務省 (2022年3月1日). 2022年3月22日閲覧。
5. 1 2 3 4 5 6 7 8 9 10 11 12 13 14 15 16 17 18 19 20 21 22  “愛知県豊橋市 住所一覧から地図を検索”.   ONE COMPATH. 2023年8月17日閲覧。
6. ↑  総務省統計局 (2014年3月28日). “平成7年国勢調査の調査結果(e-Stat) - 男女別人口及び世帯数 －町丁・字等” (CSV). 2021年7月20日閲覧。
7. ↑  総務省統計局 (2014年5月30日). “平成12年国勢調査の調査結果(e-Stat) - 男女別人口及び世帯数 －町丁・字等” (CSV). 2021年7月20日閲覧。
8. ↑  総務省統計局 (2014年6月27日). “平成17年国勢調査の調査結果(e-Stat) - 男女別人口及び世帯数 －町丁・字等” (CSV). 2021年7月21日閲覧。
9. ↑  総務省統計局 (2012年1月20日). “平成22年国勢調査の調査結果(e-Stat) - 男女別人口及び世帯数 －町丁・字等” (CSV). 2021年7月21日閲覧。
10. ↑  総務省統計局 (2017年1月27日). “平成27年国勢調査の調査結果(e-Stat) - 男女別人口及び世帯数 －町丁・字等” (CSV). 2021年7月21日閲覧。

### 書籍
1. 1 2 3 4 5 6 7 8  「角川日本地名大辞典」編纂委員会 1989, p. 1787.
2. 1 2 3 4 5 6 7  「角川日本地名大辞典」編纂委員会 1989, p. 574.
3. ↑  吉川利明 1976, p. 65.